# Robert de Faccio
Robert de Faccio (1930 - 1967) est un spéléologue français. 
Il est surtout connu pour ses topographies dans la grotte de Lascaux et comme cofondateur du Spéléo-club de Périgueux.

## Biographie
Robert de Faccio est né  le 28 novembre 1930 ; il est décédé le 31 mars 1967
d'une soudaine maladie.

## Activités spéléologiques
Dans le domaine de la spéléologie, il fut membre fondateur du Spéléo-club de Périgueux.
Il prend la succession de son ami Bernard Pierret à la présidence de ce club en 1957.
Tous deux, ils entreprennent la topographie de nombreuses cavités du Périgord et notamment de la grotte de Lascaux en 1960.

## Œuvres
Il participa aux publications de Bernard Pierret.

## Sources et références
- « Les grandes figures disparues de la spéléologie française », Spelunca (Spécial Centenaire de la Spéléologie), no 31,‎ juillet-septembre 1988, p. 47-48
- Delanghe, Damien, Médailles et distinctions honorifiques (document PDF), in : Les Cahiers du CDS no 12, mai 2001.
- Association des anciens responsables de la fédération française de spéléologie : In Memoriam.
- Bordier, B. (1974) : La spéléologie en Dordogne, les précurseurs in Spéléo Dordogne (Périgueux), no 50-51, pages 39-43 et 59-65.
- Vidal, P. (1967) : Robert de Faccio in Spelunca (Paris), 1967 (2), page 134.